# A Life Less Ordinary
A Life Less Ordinary (br: Por uma Vida Menos Ordinária; pt: Vidas Diferentes) é um filme britano-estadunidense de 1997, do gênero comédia romântica, dirigido por Danny Boyle.

## Sinopse
No céu (que se assemelha a uma sede da polícia moderna), os anjos são encarregados de garantir que os mortais na terra encontrem amor. O "Capitão", Gabriel, está chateado ao revisar o arquivo de parceiros de anjo O'Reilly e Jackson, cujos casos recentes acabaram em divórcio ou miséria. Gabriel está sendo pressionado por resultados, então ele introduz um novo incentivo radical: se o último caso não é "rachado" - o significado, se o par em questão não cair e ficar, apaixonado, O'Reilly e Jackson devem permanecer na Terra para sempre, o que não atrai para eles. Eles abrem seu arquivo de caso para aprender suas tarefas.
Celine Naville é a filha mimada de um homem de negócios rico. Quando um dos seus pretendentes, um dentista irritante chamado Elliott, propõe casamento com ela, ela oferece para dizer sim, mas apenas se ele concorda em jogar " William Tell " com uma maçã na cabeça. Ao apontar com uma pistola, os nervos de Elliot falham; Seu movimento resulta em uma pequena ferida na cabeça.
Robert Lewis é um conselheiro empregado no porão da empresa do pai de Celine. Seus sonhos por escrever uma novela de lixo mais vendida são abatidos por seus colegas de trabalho. Seu gerente diz que ele deve ser substituído por um robô. À medida que ele afoga suas tristezas em um bar local, sua namorada, Lily diz que o deixa para um instrutor de aeróbica.
O'Reilly e Jackson se apresentam como agentes de cobrança para recuperar as coisas de Robert e expulsá-lo de seu apartamento. Robert tempestades para o escritório de alto escalão do chefe da empresa, o Sr. Naville, enquanto Naville está repreendendo sua filha Celine pelo fiasco William Tell. Os guardas de segurança correm e começam a atacar Robert, mas ele os detém. Quando Celine se apresenta, Robert decide seqüestrá-la.
Ele a conduz para uma cabine remota na floresta da Califórnia. Celine facilmente desliza, mas decide ficar por aí. Ela permanece para a aventura e se vinga contra o pai, sugerindo que extorquem um enorme resgate.
O'Reilly e Jackson se apresentam como caçadores de recompensas e contratam com Naville para recuperar Celine e matar Robert.
A primeira tentativa de Robert de recolher o resgate falhou, mas Celine encoraja-o. Eles saem para um bar rústico, onde eles cantam junto à máquina de karaoke . Quando Robert acorda na manhã seguinte, ele ficou surpreso ao ver que ele e Celine dormiram juntos.
Robert faz uma segunda demanda pelo resgate, com uma carta escrita no sangue de Celine. Naville dá a O'Reilly e Jackson o dinheiro, e eles vão encontrar o Robert na floresta. Para sua decepção, Robert parece disposto a deixar Celine ir em troca do dinheiro antes de O'Reilly parar a sua fuga. Além disso, Jackson confessa seus medos de que os dois ainda não estão apaixonados. O'Reilly responde: "Jeopardy, Jackson. Sempre trabalha".
Enquanto O'Reilly e Celine esperam por seu carro, Jackson leva Robert na floresta para executá-lo. Antes que ele possa, Celine decks O'Reilly, corre para a floresta e toca Jackson com uma pá. Quando Robert e Celine se afastam, O'Reilly agarra o engate e monta. Quando ela aponta sua arma, Robert e Celine saltam do carro, e isso se importa com um penhasco, com o dinheiro ainda dentro.
Como eles estão sem dinheiro, Celine decide roubar um banco com a pistola de Jackson. O assalto corre bem, até que um guarda de segurança atira em Celine. Robert a empurra para fora do caminho, pegando uma bala na coxa. Celine apressadamente o leva de volta à cidade, para ser operado por Elliot (a coisa mais próxima que ela pode encontrar para um especialista médico discreto). Um pouco mais tarde, quando Robert recupera a consciência, fica consternado ao ver Celine jogar um jogo de role-playing sexual com Elliott. Uma briga quebra, e Robert toca Elliott inconsciente. Enquanto eles dirigem, Celine explica que ela só concordou com o pedido de Elliott para que ele ajudasse Robert - e, em qualquer caso, não é da empresa de Robert, porque ele e Celine não estão "envolvidos", seja lá o que ele pensasse. Hurt, Robert sai do carro e se afasta.
Para recuperá-los, Jackson escreve um poema de amor na caligrafia de Robert e o envia para Celine. Superada, ela corre para o bar, onde Robert começou a trabalhar como zelador e diz que ganhou seu coração com o poema. O'Reilly e Jackson, ouvindo, dançam de alegria ... até que Robert diga que nunca escreveu um poema em sua vida. Humilhado, Celine esgotou-se novamente. Mas depois que ela se foi, o chefe de Robert, Al ( Tony Shalhoub ), toca algum sentido para ele: Robert não tem nada em sua vida exceto o amor improvável de "uma mulher inteligente, apaixonada, linda e rica ... então, por que você está pensando? sobre isso?" Robert corre após Céline, mas é tarde demais: O'Reilly e Jackson, acreditando que eles falharam, decidem tornar suas vidas terrestres suportáveis pelo seqüestro de Celine por resgate.
Robert cia Celine para o seu esconderijo. Ele bate O'Reilly e, lutando com Jackson, conta a Celine que ele a ama. A porta é chutada pelo mordomo de Naville, Mayhew ( Ian McNeice ), que atira os dois anjos na cabeça (aparentemente matando eles). Deixando Celine trancada no porta-malas, Naville e Mayhew dirigem Robert e os corpos dos dois anjos para a cabana, planejando fingir um assassinato-suicídio .
No Céu, o secretário de Gabriel pede-lhe para intervir, mas ele se recusa. Ele telefona a Deus e pede-lhe que o faça. Um vizinho libera Celine do caminhão. Pegando a arma, ela corre para a cabana e confronta seu pai, enquanto Mayhew segura Robert a ponto de armas. Robert teve sonhos recorrentes de ser salvo ao ser baleado pelo coração por uma "flecha de amor". Celine dispara para Robert e a bala passa, para atingir Mayhew no ombro. Depois de uma conferência sussurrada no bar de Al, Robert e Celine andam para o casamento.
Em um epílogo, Gabriel libera O'Reilly e Jackson de um par de bolsas de corpo. Depois que Gabriel felicita-os por um caso bem sucedido, os dois anjos se abraçam enquanto se preparam para voltar para casa. Em um segundo epílogo (filmado com claymation ), Robert e Celine recuperam a maleta cheia de dinheiro e se instalam em seu novo castelo na Escócia .

## Elenco
- Ewan McGregor .... Robert Lewis
- Cameron Diaz .... Celine Naville
- Holly Hunter .... O'Reilly
- Delroy Lindo .... Jackson
- Dan Hedaya .... Gabriel
- Ian McNeice .... Mayhew
- Frank Kanig .... Ted
- Mel Winkler .... Francis "Frank" Naville
- Stanley Tucci .... Elliot Zweikel
- Anne Cullimore Decker .... Violet Eldred Gesteten
- K.K. Dodds .... Lily
- Tony Shalhoub .... Al
- Christopher Gorham .... Walt
- Ian Holm .... Naville
- Maury Chaykin .... Tod